# 창안 CS85
창안 CS85(영어: Changan CS85)는 창안 자동차에서 2019년부터 생산 중인 패스트백 중형 SUV이다.

## 개요
2019년 광저우 오토쇼에서 공개되었으며 2019년 3월 직후 중국에서 출시되었다.
CS85 중형 CUV는 창안 자동차의 제품군 중 가장 큰 승용차인 CS95 중형 CUV 바로 아래에 있으며 창안 CS85의 가격대는 136,900위안에서 169,900위안 사이로 추정된다.

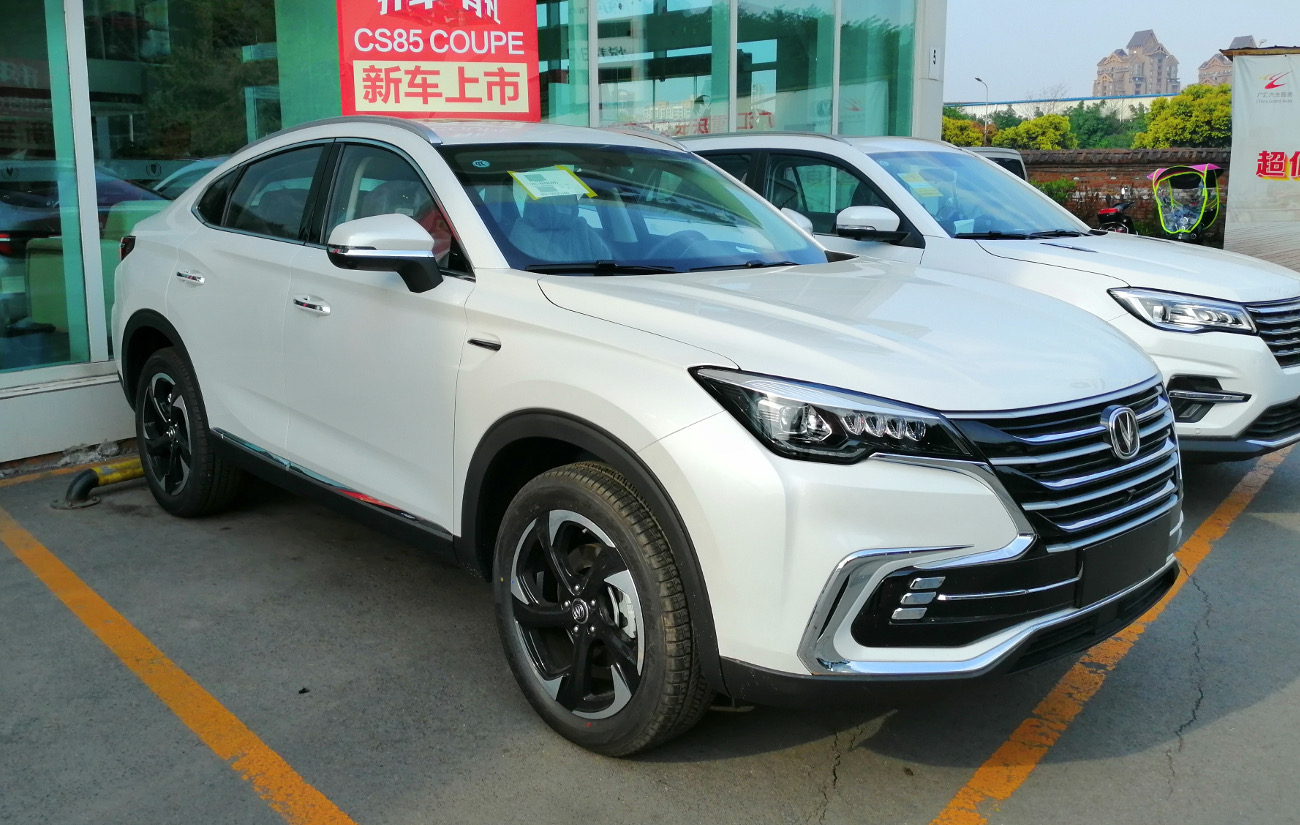
창안 CS85 쿠페 (전면)
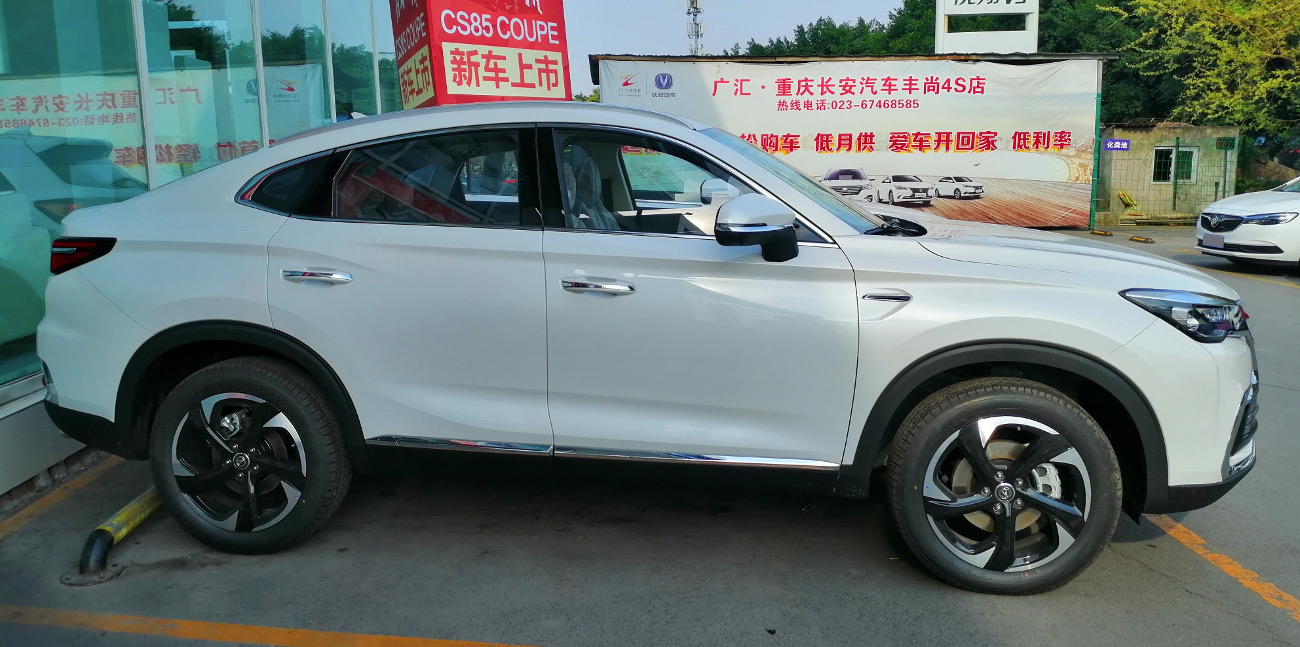
창안 CS85 쿠페 (사이드)
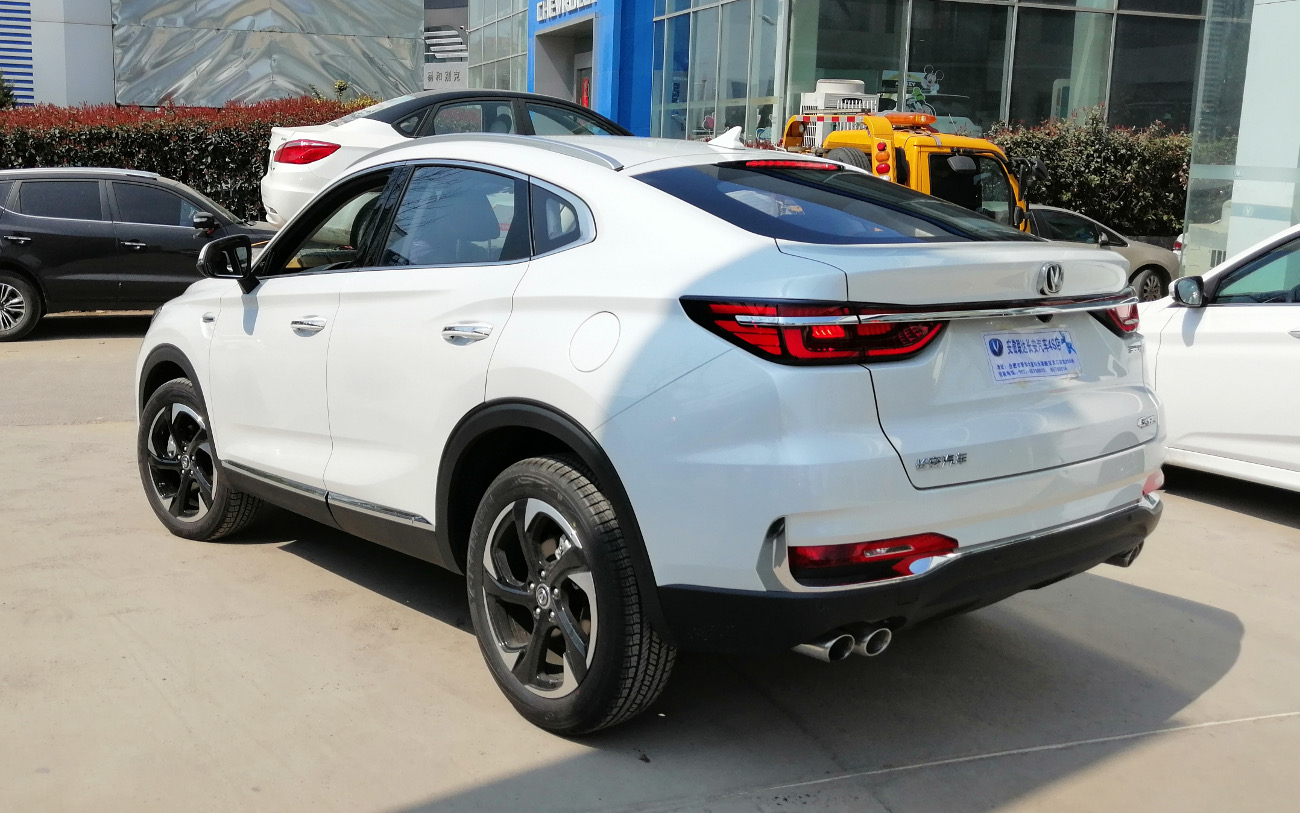
창안 CS85 쿠페 (후방)

### 사양
CS85는 5인승 모델로 제공되며 233hp(174kW) 및 360N·m(266lb·ft) 토크의 2.0리터 터보로 구동된다. 나중에 1.5리터 터보 엔진이 추가되었다. 변속기는 7단 DCT 또는 8단 자동의 2가지 옵션이 있다.